# Wilhelm Martens (Historiker, 1858)
Wilhelm Martens (* 1858; † 1935) war ein deutscher Gymnasialprofessor und Historiker.
Martens promovierte 1881. Er war Professor am Gymnasium in Tauberbischofsheim und später am Heinrich-Suso-Gymnasium in Konstanz. Er wurde auch Gymnasialdirektor in Donaueschingen. Er war Ritter 1. Klasse des Zähringer Löwenordens.
Martens gab 1884 die Gotengeschichte von Jordanes in der Reihe Die Geschichtschreiber der deutschen Vorzeit heraus. Er erstellte auch ab 1890 den Katalog der Wessenberg-Bibliothek (städtische Bibliothek) in Konstanz (erschienen 1894, mit Nachträgen bis 1918).
Er war der Vater des Richters Wilhelm Martens.
Er ist nicht mit dem Kirchenhistoriker Wilhelm Martens (1831–1902) zu verwechseln.

## Schriften (Auswahl)
- Geschichtlich-geographisches Wörterbuch. Ein Hilfsmittel für den Geschichtsunterricht an höheren Lehranstalten, Breslau: Hirt 1888
- Herausgeber und Übersetzer:  Jordanes Gothengeschichte nebst Auszügen aus seiner römischen Geschichte, Die Geschichtschreiber der deutschen Vorzeit, Band 5, Leipzig 1884[5]
- Geschichte der Stadt Konstanz, Konstanz: Geß 1911